# Fuentes Tamáricas
Las Fuentes Tamáricas (en latín, Fontes Tamarici) son tres fuentes próximas ubicadas por el geógrafo e historiador romano Plinio el Viejo en la Cantabria clásica, y que desde el siglo XVIII se han identificado con la fuente de La Reana, en Velilla del Río Carrión (Palencia), España. Las primeras noticias del manantial, a cargo de Plinio, datan de la época de la conquista romana de los cántabros, donde se cita su peculiaridad de llenarse y vaciarse sin explicación alguna, siendo sus intermitencias consideradas como augurio en esta época.
Fue Fray Enrique Flórez quien proclamó el descubrimiento de las fuentes en la entonces Velilla de Guardo en 1768 en su obra La Cantabria. Su tesis ha sido mantenida a lo largo de la historia por diversos autores, y confirmada por Antonio García y Bellido tras dos campañas de excavaciones. La fuente de La Reana fue declarada Monumento provincial el 9 de mayo de 1961, y Bien de interés cultural el 11 de julio de 2002.

## Localización
Conocidas en la localidad como La Reana, las Fuentes Tamáricas se suelen situar en la localidad de Velilla del Río Carrión (Palencia), situada 101 km al norte de la capital provincial, y 173 km al sur de Santander, junto a una de las márgenes del Río Carrión, y en un entorno de montaña de gran valor natural.

## Descripción

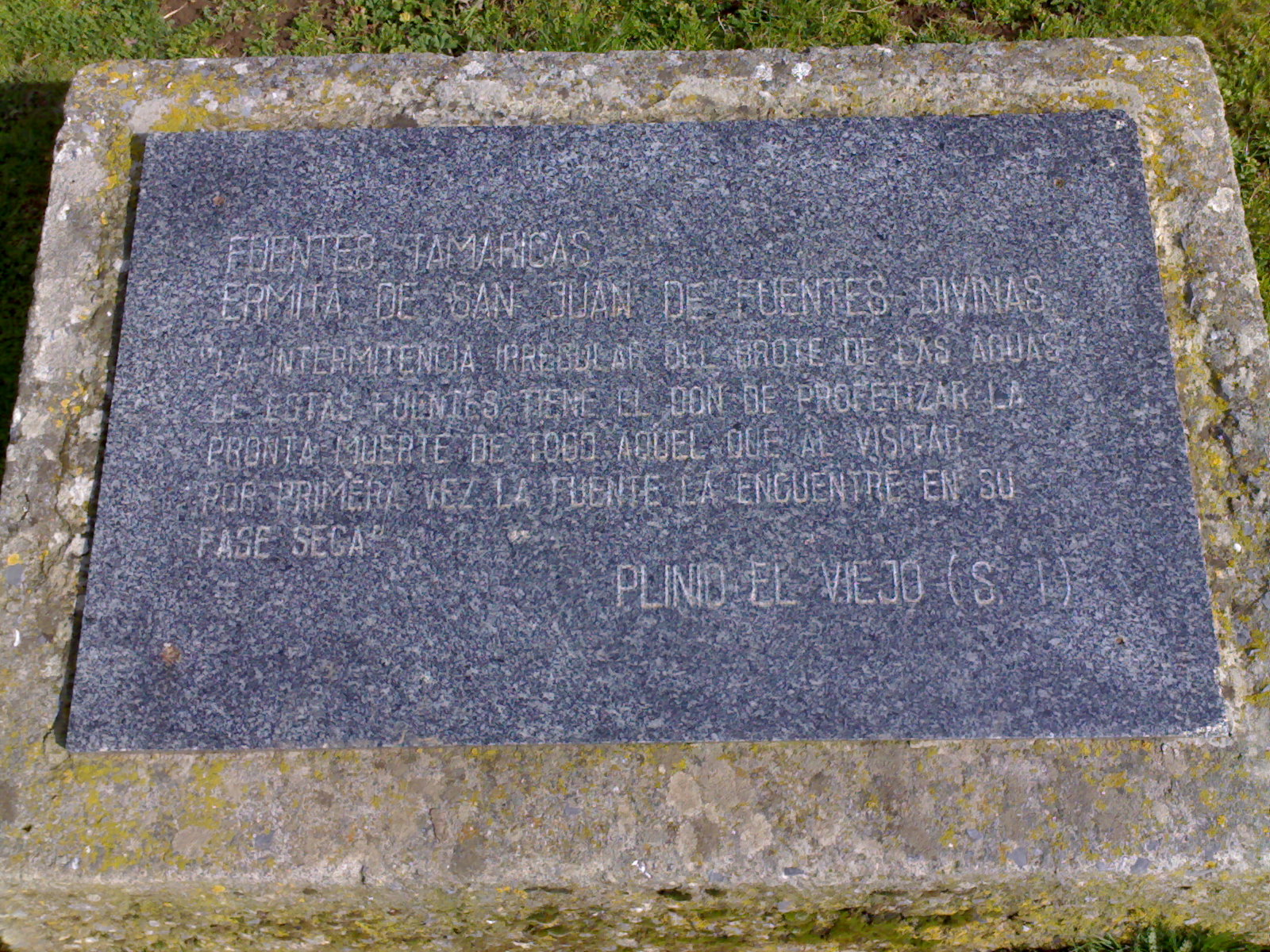
Losa de advertencia

Se trata de un estanque rectangular con tres arcos de piedra, de los cuales solamente uno es original, los otros dos fueron incorporados entre 1980 y 1981 para reproducir fielmente lo que fue la fuente en su construcción. Su gran particularidad es que se llena o vacía a su antojo, sin seguir ningún ciclo ni lógica. Su llenado viene precedido de un rumor subterráneo que es señal inequívoca de que comienza a manar. Tiene tres aliviaderos que aprovechan el agua para regadío, y en uno de sus extremos un ara romana hallada en las proximidades. A su lado se encuentra la ermita de San Juan del siglo XII. Toda la zona es de césped y arbolado, y rodeada por un pequeño muro de piedra que delimita el conjunto. A la entrada, una losa con la inscripción:

Fuentes Tamáricas y ermita de San Juan de Fuentes Divinas.
La intermitencia irregular del brote de las aguas de estas fuentes tiene el don de profetizar la pronta muerte de todo aquel que, al visitar por primera vez la fuente, la encuentre en su fase seca.
Plinio el Viejo (S. I)

El misterio de su llenado y vaciado todavía perdura hoy en día; los estudios realizados sobre la procedencia del agua y sus ciclos no han obtenido ningún resultado, y siguen confiriendo al lugar un halo de misticismo.

## Etimología
La fuente es conocida en el pueblo como «La Reana», lo que según sugirió García y Bellido, podría ser una corrupción fonética de La Romana, vocablo que aludiría a su procedencia. Contradicen esta tesis publicaciones anteriores a 1900, donde el lugar es conocido como La Riana, siendo la más antigua el Diccionario geografico-estadistico de Espana y Portugal (1828), donde en su volumen IX Sebastián Miñano apunta que hay otra muy singular que llaman la Riana, la cual se seca dos, tres o más veces en un día. El nombre Riana es dado también por el Boletín Geológico y Minero en su publicación de 1896, la Real Sociedad Española de Historia Natural en 1897, y por Lucas Fernández Navarro en su Aguas subterráneas: régimen, investigación y aprovechamiento de 1922.
Por otro lado, el prefijo Tamar- hace referencia a una divinidad preclásica estrechamente relacionada con las aguas, la fertilidad, la naturaleza y la muerte, y es la base la base de numerosos antropónimos y topónimos, especialmente hidrónimos.

## Historia

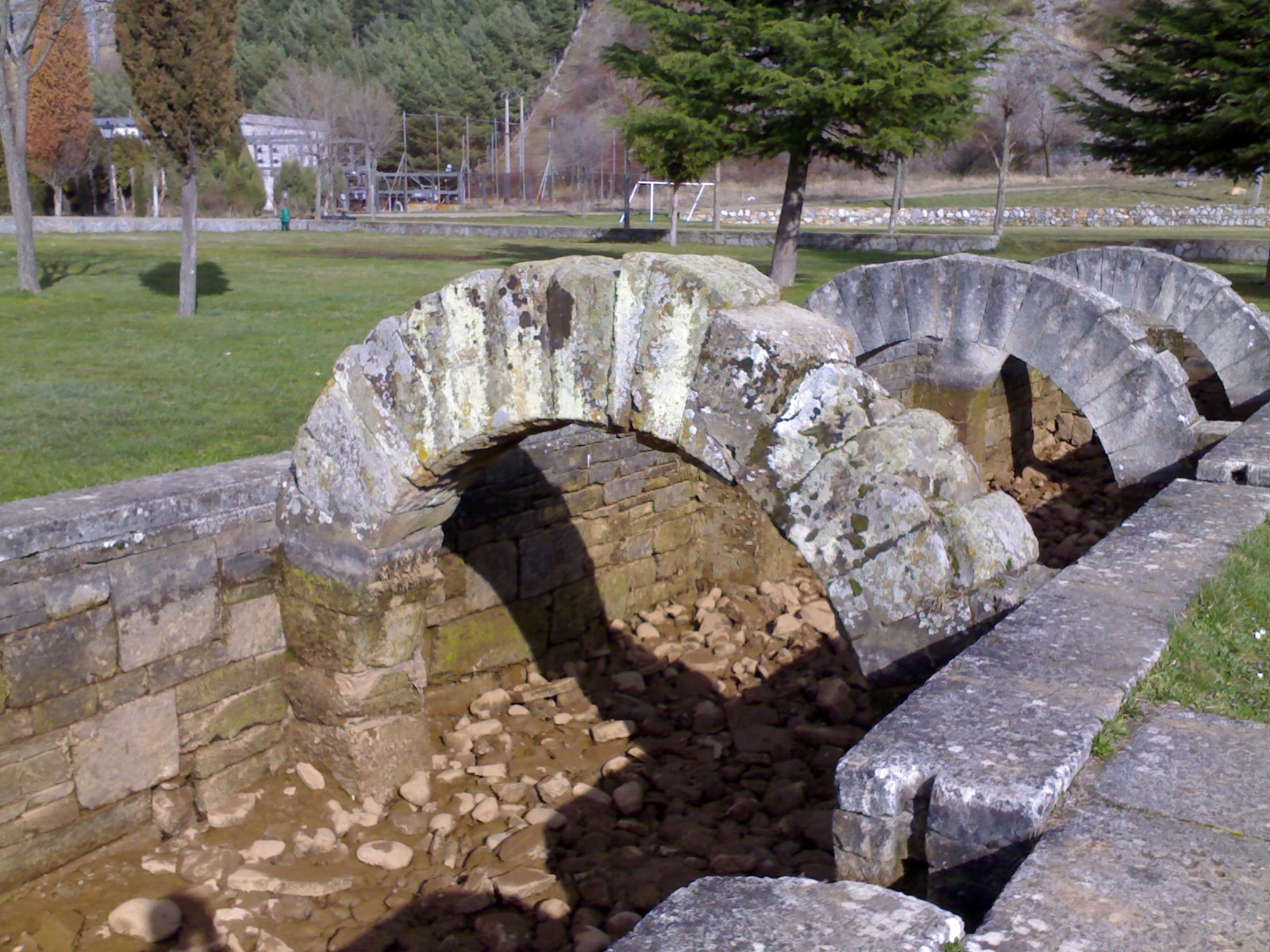
Detalle del arco original que se conserva.

Se sabe que los cántabros tamáricos que habitaban la zona desde el siglo III a. C. rendían culto a las aguas y a las fuentes sagradas. No se conoce con exactitud el año de su construcción, pero está claro que cuando los romanos conquistaron Cantabria (año 19 a. C.), hallaron estas fuentes que llamaron poderosamente su atención. El irregular brote de sus aguas y vaciado inesperado, acompañado del ruido subterráneo que precede a su llenado, tuvieron que ser en aquella época motivo de respeto y adoración. Posiblemente fueron utilizadas como baños de inmersión, lavadero y augurio. También se ha sugerido que el conjunto pudo estar dedicado a algún dios de las aguas, donde se realizaban predicciones basándose en su irregular ciclo de llenado y vaciado. En el siglo XIII se construyó a su lado una ermita consagrada a San Juan Bautista, para cristianizar el lugar y borrar toda relación con ritos paganos.
Perdidas en el tiempo durante siglos, las descripciones hechas por el geógrafo y naturalista romano Plinio el Viejo en el siglo I cautivaron a quienes las conocieron, y llevaron a su búsqueda infructuosa durante cientos de años y en multitud de lugares, desde La Rioja hasta León, sin ser hallada ninguna que coincidiera en su comportamiento hasta que en 1768, el historiador y geógrafo Enrique Flórez las situó en su localización actual. Durante los veranos de 1960 y 1961 se realizaron trabajos de excavación promovidos por el Servicio Nacional de Excavaciones Arqueológicas del Ministerio de Educación Nacional, dirigidos por el prestigioso arqueólogo Antonio García y Bellido, sin lograr aclarar la procedencia de las aguas de la fuente. En ese momento solo se conservaba un arco de la edificación original, y fueron incorporados dos más para adaptarse a la misma, además de rehabilitar todo el entorno.

## Estudios realizados

### Plinio el Viejo

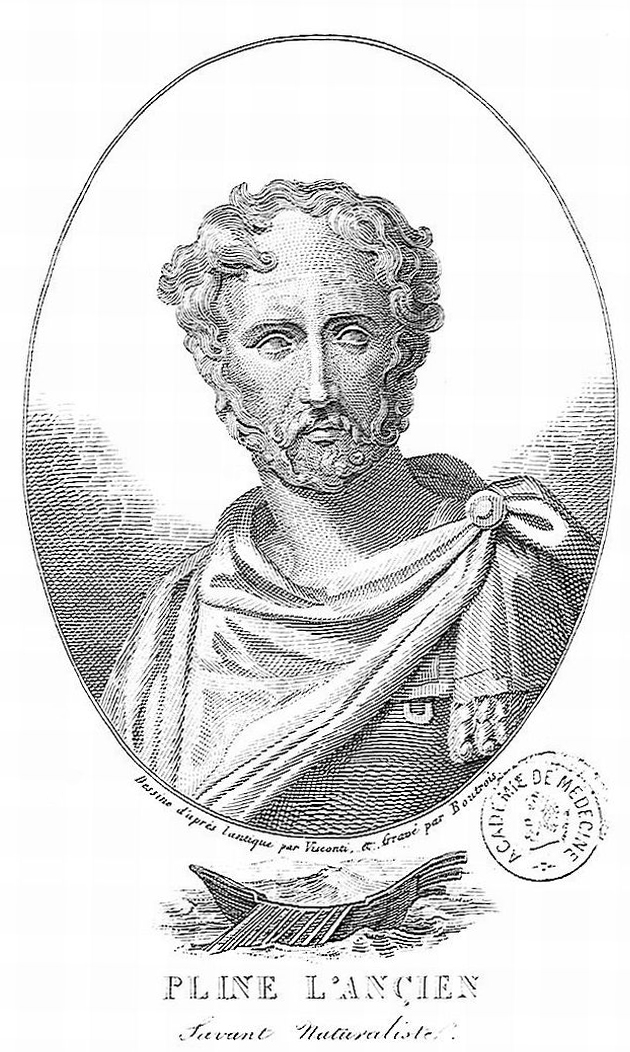
Plinio el Viejo

Los estudios del naturalista y geógrafo Plinio el Viejo sobre las tierras ocupadas por el Imperio romano son cruciales para el conocimiento y localización de las Fuentes Tamáricas. En su Naturalis historia, XXXI, 3, es donde alude su particularidad: 

Las Fuentes Tamáricas en Cantabria sirven de augurio. Son tres, a la distancia de ocho pies. Se juntan en un solo lecho, llevando cada una gran caudal. Suelen estar en seco durante doce días y, a veces, hasta veinte, sin dejar ninguna señal de agua, mientras que otra fuente contigua sigue manando sin interrupción y en abundancia. Es de mal agüero intentar verlas cuando no corren, como le sucedió poco ha al legado Larcio Licinio, quien, después de su pretura, fue a verlas cuando no corrían, y murió a los siete días.
Plinio el Viejo. Naturalis historia, XXXI, 23

El citado Larcio Licinio era un gran seguidor de la obra de Plinio que, con su avidez de conocimiento de nuevos descubrimientos, visitó las fuentes cuando se encontraban en su fase seca y murió al cabo de una semana, aproximadamente en el año 70 de nuestra era.
También el célebre geógrafo griego Claudio Ptolomeo trata, en su Claudii Ptolemaei geographia, II 6, 50, de esta misma región y las Fontes Tamarici, que localiza en la ciudad de Kamarika, interpretando algunos estudiosos que se trata de una mala grafía de los códices, donde debería figurar como Tamarika.

### Enrique Flórez

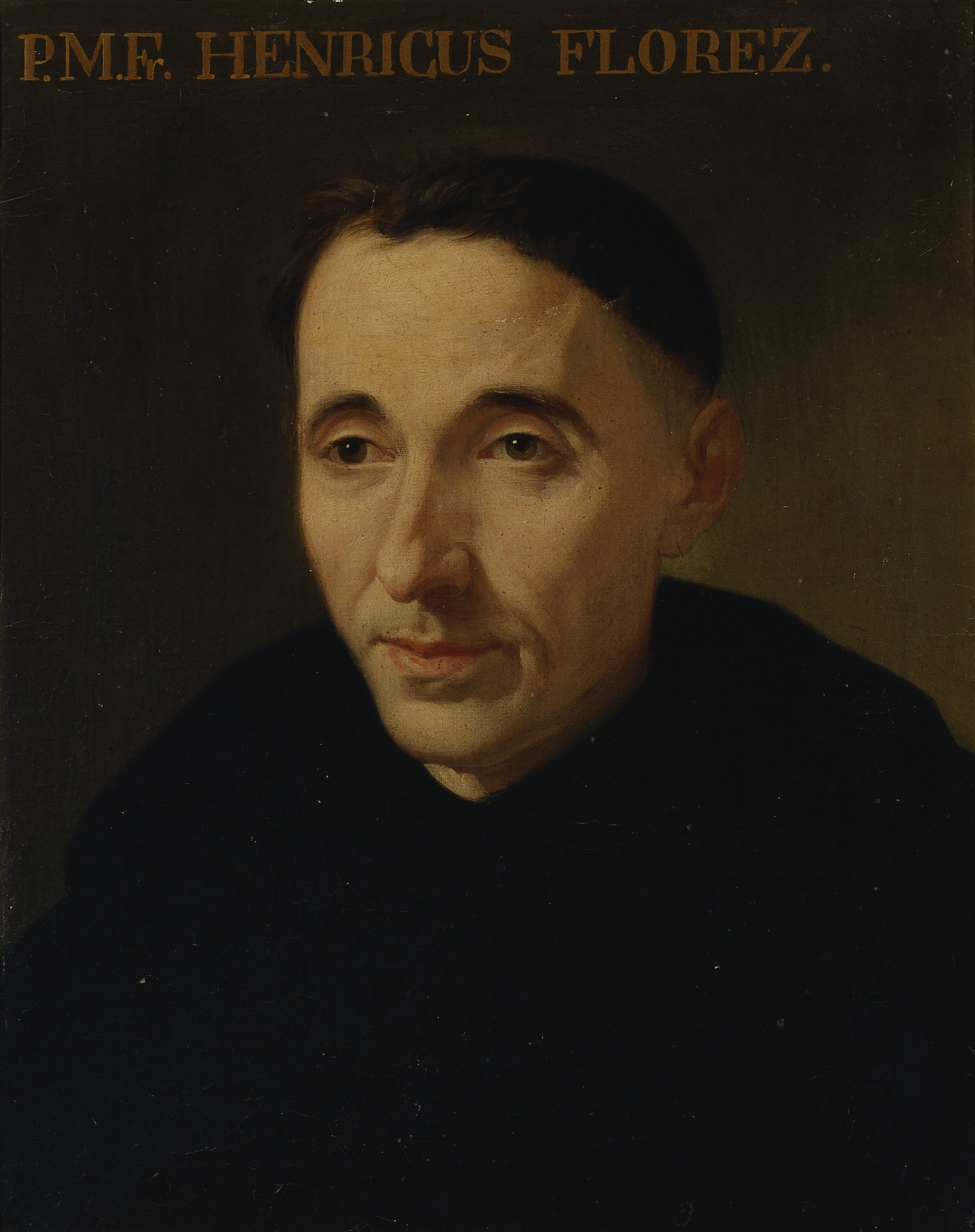
Fray Enrique Flórez

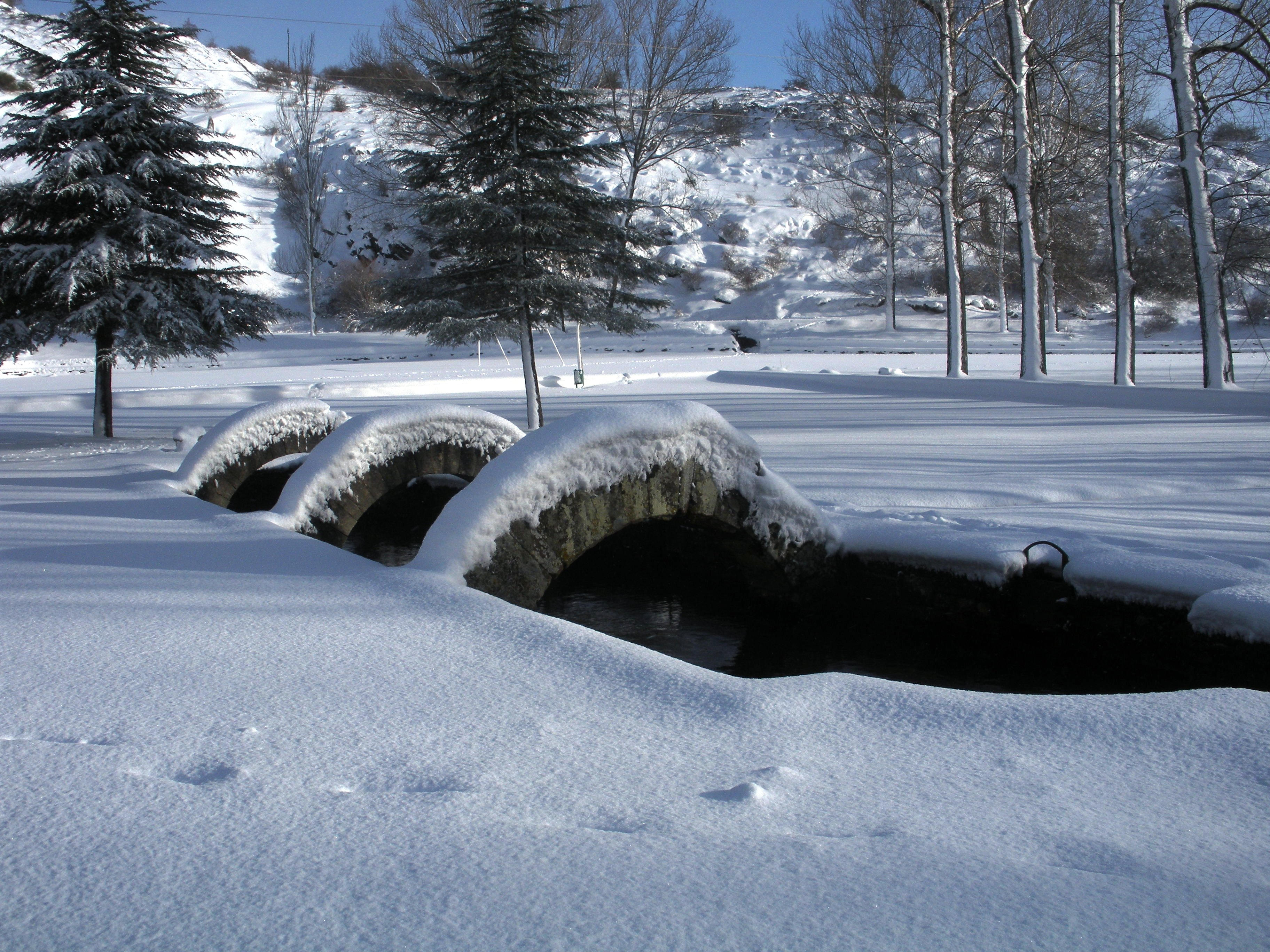
La fuente, bajo la nieve. Las nevadas son habituales en invierno en Velilla del Río Carrión

El religioso Enrique Flórez, consagrado a la historia y la geografía, realizó un exhaustivo estudio sobre los límites de Cantabria, bajo el título La Cantabria. Disertación sobre el sitio y extensión que tuvo en tiempos de los romanos la región de los cántabros, con noticia de las regiones confinantes y de varias poblaciones antiguas, donde encontramos el texto:

Yo he averiguado la (situación) de las fuentes que refiere Plinio en la Cantabria, y es en las montañas de León, a Oriente de la Ciudad doce leguas, junto al río Carrión, en el lugar de Velilla de Guardo, cinco leguas al norte de Saldaña, donde hay una Ermita con título de S. Juan de Fuentes Divinas.

Esta laguna corresponde a la expresión de Plinio: «In unum alveum coeunt»; y por tanto nos aseguramos que habla de esta fuente, y que el sitio es dentro de la Cantabria, al Sudoeste de Reinosa y del nacimiento del Ebro. Por eso alargamos la Cantabria desde la costa de Santander al Mediodía, llegando y abrazando las cuestas de Aguilar de Campoo y Norte de Saldaña, en que está la referida fuente.

Los trabajos de Enrique Flórez son considerados aún hoy día un referente para interpretar lo que geográficamente fue la antigua Cantabria.

### Otros
Las tesis de Flórez han sido confirmadas en distintas publicaciones por Ceán Bermúdez, Manuel Risco, Miguel Cortés y López, Adolf Schulten, Adriano García-Lomas, Antonio García y Bellido, Augusto Fernández de Avilés, Antonio Tovar, Miguel Ángel García Guinea, Joaquín González Echegaray y Eduardo Peralta Labrador.

### Excavaciones
Durante los veranos de 1960 y 1961 se realizaron trabajos de excavación promovidos por el Servicio Nacional de Excavaciones Arqueológicas del Ministerio de Educación Nacional, dirigidos por el prestigioso arqueólogo Antonio García y Bellido, director del citado Instituto, con la colaboración de Augusto Fernández de Avilés y Alberto Balil.
Durante estas dos campañas fueron hallados restos de cerámicas que consideraron coetáneos de la ermita, así como algunas monedas más modernas.
Entre sus reflexiones, García y Bellido escribió:

Es evidente que nuestro manantial, como todos los de régimen intermitente en sus variadas modalidades, procede de un depósito de agua a mayor altura en caverna caliza (naturaleza de las montañas vecinas), cuyo conducto, a través de fisuras de roca, hasta la salida, forma sifón en algunos de sus puntos. Según varíe el nivel de dicho depósito, por estar alimentado principalmente por lluvias y deshielos, actuará o no el sifón, variando también su presión según la cantidad de agua que se acumule por encima de la línea de cebamiento del mismo. Ello motivará el flujo o sequía de la fuente y las casi constantes alteraciones de su caudal.

Asimismo, justificó la ausencia de la fuente próxima de la que Plinio dejaba constancia, para concluir:

Permanece en pie todo el valor histórico vinculado a aquella fuente desde que Plinio describió el fenómeno de la intermitencia y se hizo eco, al recoger la leyenda, de su carácter augural, del ambiente religioso existente en torno a la popular Reana desde tiempos prerromanos y que ha subsistido hasta hoy en la vecina ermita de San Juan de las Aguas Divinas.

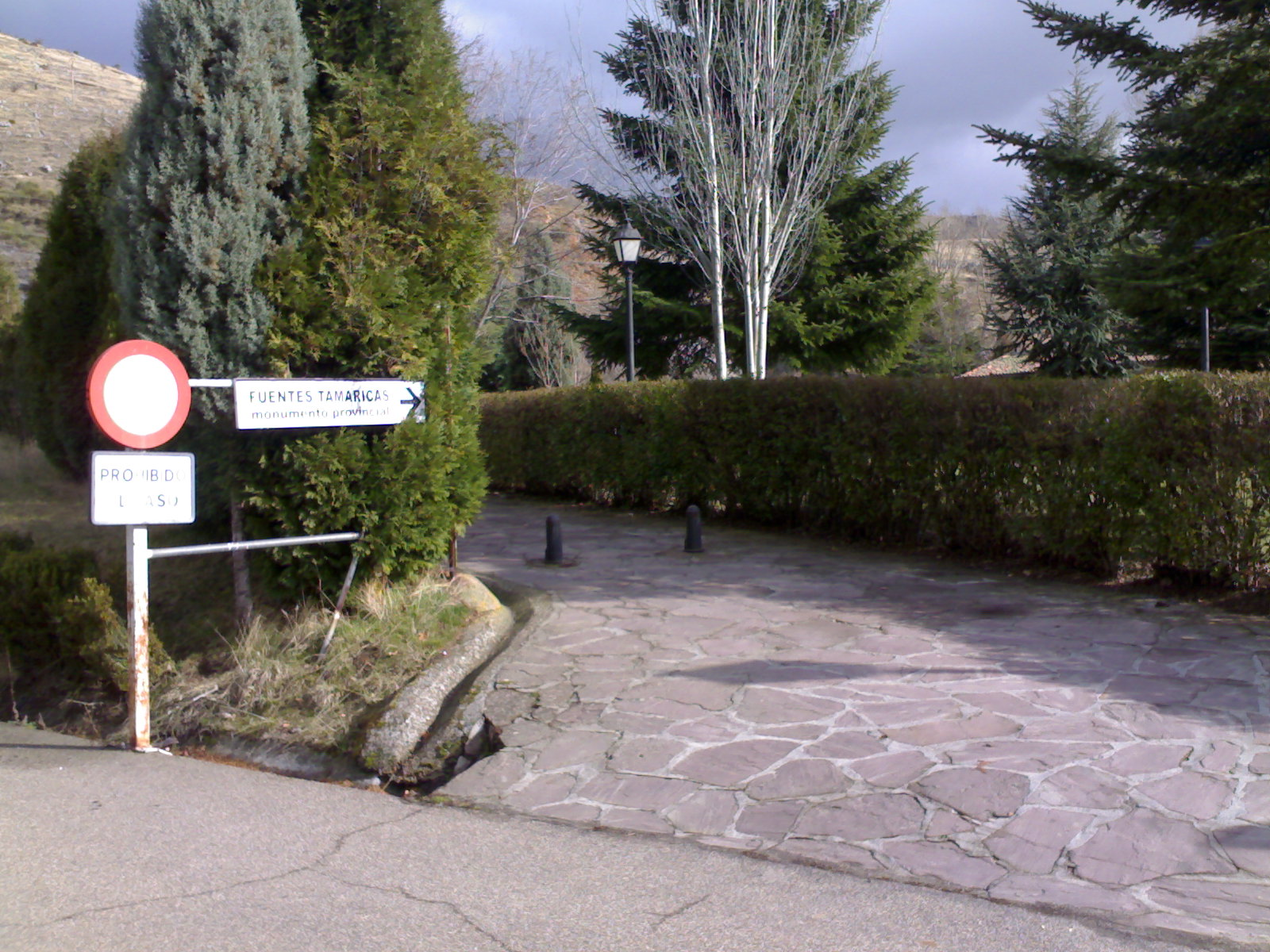
Acceso al recinto

Tras esta memoria, la fuente fue declarada Monumento provincial de interés histórico y artístico por el Ministerio de Educación Nacional el 9 de mayo de 1961.
En 2002 obtuvo la declaración de Bien de interés cultural, en la categoría de Monumento, por la Junta de Castilla y León.

## Miscelánea
- La lápida presente a la entrada del recinto que advierte del mal augurio de visitar la fuente estando vacía sigue siendo tenida en cuenta por algunos turistas supersticiosos.
- Son innumerables las anécdotas que ha originado el repentino llenado de la fuente, entre ellas varias de viajeros que estando el estanque vacío, y desconociendo su particularidad, hacían noche dentro para protegerse del frío y debían salir sobresaltados durante la misma al comenzar a manar.
- Todavía hay quien cuestiona que las Fuentes Tamáricas se correspondan con La Reana, entre ellos el escritor Jorge María Ribero Meneses, quien las sitúa[26] en la ciudad de Santander.
- El propio escritor considera las Fuentes Tamáricas el primer santuario oracular[27] del mundo.